# Paul Landowski
Paul-Maximilien Landowski (1 de junio de 1875 - 31 de marzo de 1961) fue un escultor francés de origen polaco. Director de la Academia de Roma desde 1933 a 1937. Miembro de la Academia de Bellas Artes de Francia en la sección de Escultura en el periodo de 1926 a 1961.

## Biografía

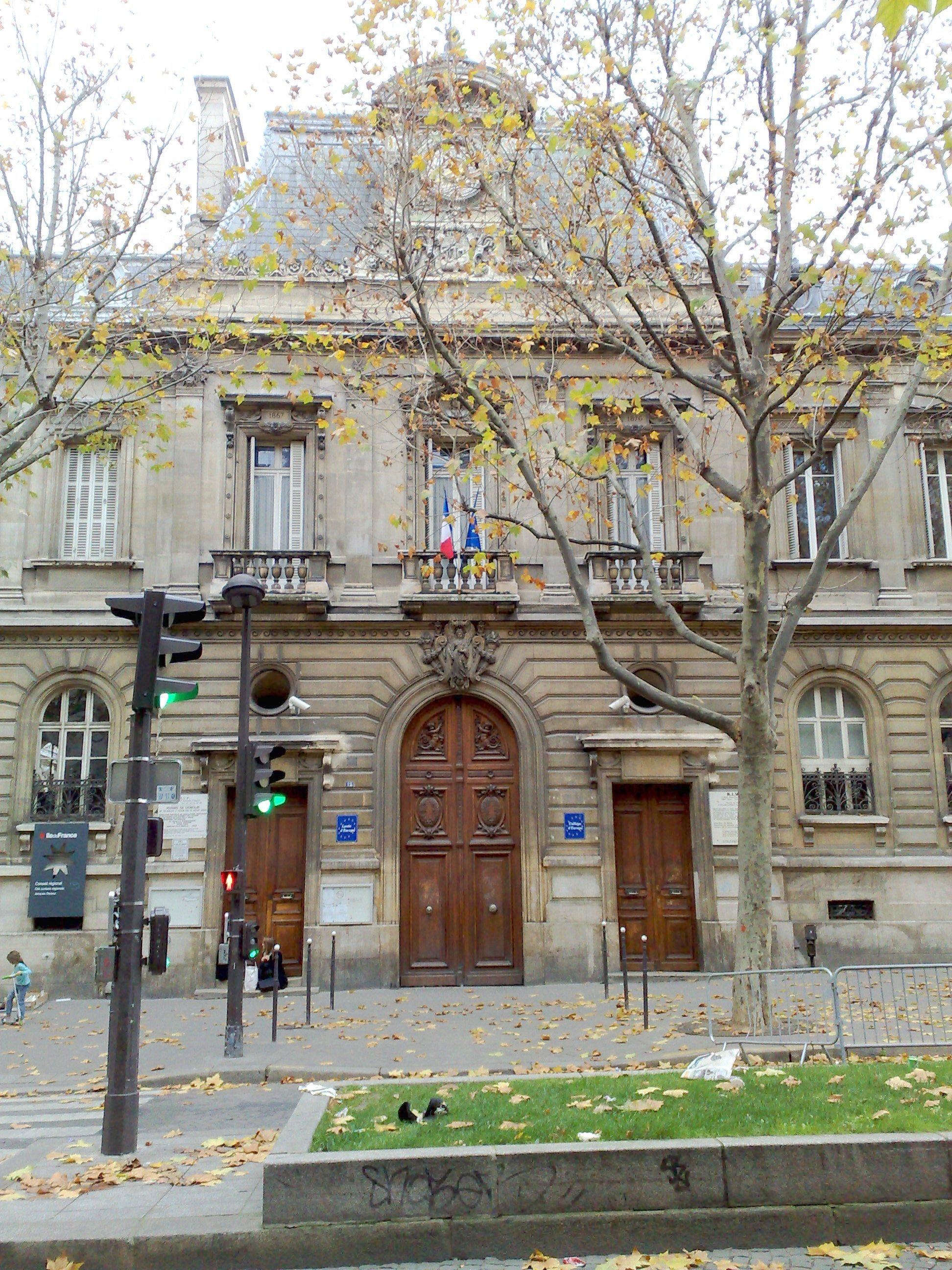
Fachada exterior del Liceo Rollin, donde estudió Landowski

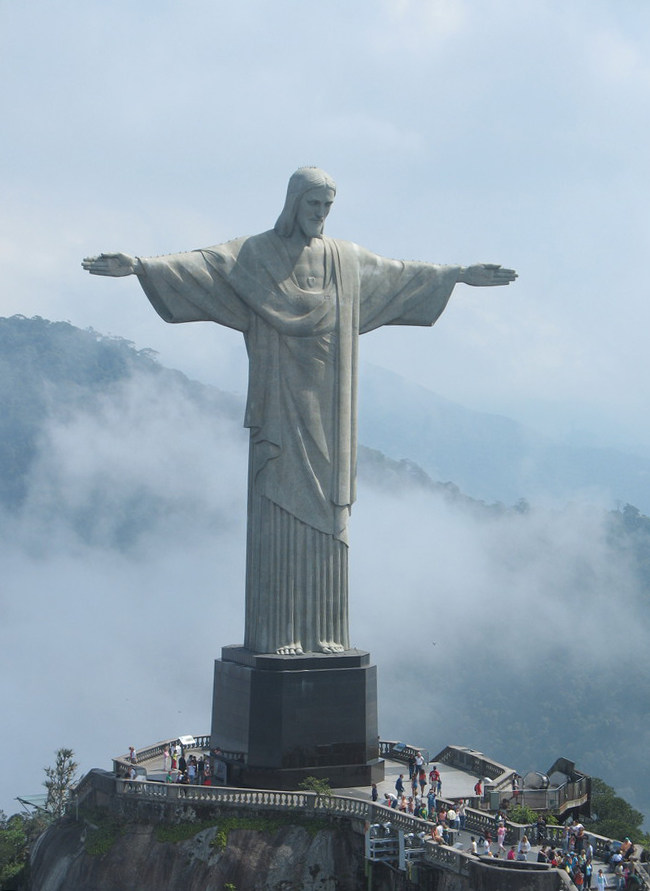
Cristo Redentor o Cristo de Corcovado (1921-1926)

Paul-Maximilien era nieto, por parte de madre, del célebre violinista y compositor Henri Vieuxtemps.Se casó en primeras nupcias con Geneviève Nénot (1897-1911), hija de Henri Paul Nénot, tuvo dos hijos, la pintora Nadine Landowski-Chabannes (1908-1943) y Max Jean Landowski (1911-1943), que murió durante la 2.ª Guerra Mundial. Inconsolable viudo, se casó con Amélie Cruppi, hija del político Jean Cruppi. También es el padre de Marcel Landowski (1915 - 1999) y de la pianista y pintora Francoise Landowski-Caillet (1917 - 2007).
Tras los estudios de secundaria en el Liceo Rollin (del francés: lycée Jacques Decour), se dedicó a la versificación dramática. Durante 1898, en las clases preparatorias a las grandes escuelas (del francés: hypokhâgne), descubrió a través de Henri Barbusse la filosofía humanista, que marcó toda su obra. Al año siguiente, siguió, paralelamente a sus estudios, los cursos del retratista Jules Lefebvre en la Académie Julian. Se convirtió en un experto en anatomía siguiendo habitualmente las disecciones de la Escuela de Medicina de París (del francés: Faculté de médecine) y dibujando las planchas pedagógicas del profesor Faraboeuf. Muestra gran pasión por el boxeo.
Fue admitido el año 1895 para estudiar Bellas Artes. Alumno de Louis-Ernest Barrias, ganó el Premio de Roma en 1900 con David combatiente. Permaneció en la Academia de Francia en Roma hasta 1906. Tras el regreso de su estancia en la Villa Medici , se estableció , seguido por arquitectos, artistas y mecenas en la rue Moisson-Desroches (actual rue Max Blondat )de Boulogne Billancourt. Todo lo que queda de su estudio es un pequeño museo construido después de su muerte en un rincón del jardín.
Recibió la Croix de Guerre en el Somme durante la Primera Guerra Mundial. Realizó tras la guerra más de 80 monumentos a los fallecidos entre ellos el de Les Fantômes. Fue el artífice de las imágenes del Héroe humanista, se convirtió en el escultor pseudo-oficial de la Francia pacifista posterior a la guerra y recibió encargos para grandes monumentos de París (la estatua de Santa Genoveva sobre el puente de la Tournelle, las fuentes de la Porte de Saint Cloud, la tumba del mariscal Foch) y en el extranjero (Cristo del Corcobado)
En 1928 participó en los concursos de arte de los Juegos Olímpicos de Ámsterdam, obteniendo la medalla de oro en el concurso de escultura por la estatua titulada El boxeador- Le Boxeur.
Fue director de la Academia Francesa en Roma desde 1933 a 1937. En 1939, fue nombrado director de la Escuela de Bellas Artes de París, donde trabajó en la implantación de una reforma basada en su concepción de la docencia del arte como reunión de la arquitectura, la escultura y la pintura.
En noviembre de 1941, realizó junto a Belmondo y André Derain el famoso «viaje a Berlín» (lo que se llamaría en Francia Groupe Collaboration), visitando toda la Alemania de Weimar, como otros muchos artistas franceses en respuesta a la invitación de Otto Abetz a colaborar en el plano intelectual en el proyecto de Goebbels de hacer emerger una nueva Europa. Como director de la ENSB-A y como antiguo amigo íntimo de Otto Abetz, cuando no era todavía éste defensor del nacismo, Landowski medió en la liberación de sus alumnos presos en Alemania durante la debacle. En el curso del proceso de depuración (en francés: fr:épuration del que salió indemne, explicó que actuó en su cargo con el fin de ayudar al rescate de los prisioneros franceses, donando sus honorarios a los fondos de los presos y con la esperanza de la liberación de los jóvenes artistas . Añade que -aunque no todas - lamenta sus acciones, reconociendo así haber sido engañado.
A su muerte, dejó dos obras literarias, publicada en vida la primera: "Peut-on enseigner les Beaux-Arts?" (¿Es posible la enseñanza de las Bellas Artes?), y la otra, en parte, póstuma, su Diario, un fascinante testimonio personal acerca de la profesión de escultor desde la Primera Guerra Mundial hasta el final de su vida.
Paul Landowski era comandante de la Legión de Honor.

## Obras
- 1900: David combatiendo (David combattant; título completo: en francés: David se prépare à lancer la fronde).[7] Con la que ganó el premio de Roma en 1900. El boceto en yeso de 31 cm de altura se encuentra en depósito del Museo Boulogne-Billancourt. Modelada en yeso a gran formato:(163x81x130 cm) en el mismo museo. Diferentes piezas fundidas en bronce a la cera perdida repartidas por diferentes ciudades: n.º 1 Buenos Aires, n.º 2 Canadá, n.º 3 Sídney (?), también en la Art Gallery of New South Wales, donación de G. Charpentier en 1961. Ejemplares numerados de 163 cm de altura. (Reducciones en bronce: 25 ejemplares numerados entre 1907 y 1914; de 110 cm Bronce (mayor que el natural en el musée-jardin de Boulogne-Billancourt; firmado en el lado derecho del pie derecho [P. Landowski].[8])
- 1902: Escultura en el Panteón de París dedicada a la memoria de los artistas cuyo nombre se ha perdido, (À la mémoire des artistes dont le nom s'est perdu).
- 1906: Los hijos de Caín (Les fils de Caïn), bronce en la terraza a lo largo del Sena del jardín de las Tullerías, en París. Representación de tres hombres marchan codo a codo, el del medio lleva un cráneo de herbívoro (probablemente un búfalo).
- 1909: Monumento Internacional de la Reforma, generalmente conocido con el nombre de Muro de los Reformadores,  se encuentra en en el actual parque de los Bastiones, en  Ginebra (Suiza). Con una longitud cercana al centenar de metros, se adosa a una parte de las antiguas murallas construidas en el siglo XVI y que rodearon la ciudad hasta mediados del siglo XIX. Las estatuas en piedra fueron realizadas por los escultores franceses: Paul Landowski y Henri Bouchard. El grupo central que aparece en la imagen representa a William Farel, Juan Calvino, Theodore Beza, y John Knox. El monumento fue inaugurado en 1909. (46°12′01″N 6°08′44″E / 46.20028, 6.14556)
- 1914-1918: Monumento a la gloria del ejército francés, situado en la plaza del Trocadero y del once de noviembre en París (XVI), . (Imagen en Flickr.com)
- 1920: Monumento a Wilbur Wright, estatua en homenaje a Wilbur Wright en la plaza de los Jacobinos Le Mans, (48°0′28″N 0°11′55″E / 48.00778, 0.19861)
- 1914: Estatua ecuestre de Eduardo VII, bronce en exterior expuesto en la plaza Eduardo VII, París (IX).
- 1921: Estatuas de la puerta del palacio Piratini, actual sede del poder ejecutivo en la ciudad de Porto Alegre, Brasil. Fue construido a fines del siglo XIX. Paul Landowski realizó las dos esculturas que guardan la puerta principal del palacio. Representan las figuras alegóricas de la Agricultura y la Industria. (30°02′01″S 51°13′51″O / -30.03361, -51.23083)
- 1921: Monumento a los muertos de Ault, adosado al muro de la iglesia de Ault (Somme), cuya figura central es un soldado en pie. Su inauguración tuvo lugar el 16 de octubre de 1921.
- 1923: Monumento a los muertos de la École normale supérieure.
- 1926: Monumento de los antiguos combatientes del ayuntamiento del XVI Distrito de París, monolito de granito rojo sobre el que se superpone un escudo de bronce a partir de un modelo de Landowski. En recuerdo a los fallecidos durante la 1.ª Guerra mundial del Distrito XVI de París, a partir de una iniciativa de Lt Colonnel Weissweiller presidente fundador de la asociación. (48°51′50″N 2°16′34″E / 48.86389, 2.27611)
- 1928: Estatua de Santa Genoveva, estatua de piedra situada sobre el puente de la Tournelle que salva el Sena, en París (V) . Está inscrita en el patrimonio mundial de la UNESCO desde 1991. (48°51′0″N 2°21′19″E / 48.85000, 2.35528)
- 1928-1932:  Las fuentes de la Puerta de Saint-Cloud, en la plaza Port de Saint-Cloud, del XVI Distrito de París inauguradas en 1936.  Los arquitectos fueron Robert Pommier y Jacques Billard, y Paul Landowski, escultor. Las fuentes monumentales se hicieron para cubrir una amplia plaza creada en 1926 para un tranvía y la estación de tren y punto de encuentro de siete vías, donde habían estado las antiguas puertas y las fortificaciones de la ciudad. Las fuentes se caracterizan por su estructura en dos columnas cilíndricas centrales , de quince metros de alto, con chorros de agua y cubiertas con bajorrelieves e iluminación nocturna, diseñadas para servir como una entrada simbólica a la ciudad. Su creador, el escultor Paul Landowski, escribió, "estas son las primeras fuentes en París en las que desde un principio se unieron los efectos de la luz, la arquitectura y la escultura."[9]
- 1929: Le Pavois, monumento a los fallecidos en Argel.
- 1931: Estatua ecuestre del mariscal Douglas Haig, bronce en exterior instalado sobre la plaza del General de Gaulle en Montreuil-sur-Mer. El Mariscal de Campo Douglas Haig, Primer Earl Haig (1861- 1928) fue un destacado militar del Imperio Británico durante la Primera Guerra Mundial. En este conflicto dirigió la Fuerza Expedicionaria Británica que combatió en la Batalla del Somme (1916) y la toma de Passchendaele (1917). (50°27′40.612″N 1°45′39.481″E / 50.46128111, 1.76096694)
- 1921-1926: Cristo Redentor o Cristo de Corcovado, situada en la cima del monte Corcovado en Río de Janeiro (Brasil). Es su obra más destacada. Es una  estatua monumental de granito de 38 m de altura (30 m de figura más 8 de peana), alcanzando 738 metros sobre el nivel del mar. Pesa 1145 toneladas. la cabeza mide 3,75 m, la mano mide 3,20 m, la distancia entre los extremos de las manos es de 28 m, la longitud de la túnica 8,50. El peso aproximado de la cabeza es de 30 toneladas, cada mano 8 toneladas. la superficie del pedestal es de 100 m². Esta estatua fue realizada para celebrar el centenario de la independencia de Brasil. Realizada en colaboración con el ingeniero brasileño Heitor da Silva Costa. Esta obra se realizó en Francia dada la imposibilidad de realizarla en Brasil, más tarde, las piezas se montaron en Río y fueron transportadas en ferrocarril hasta la cima del Corcovado. El comienzo de la construcción fue en el 1926, la inauguración fue el 12 de octubre de 1931 y es el símbolo más emblemático de Río de Janeiro. En 2007 se convirtió en una de las Nuevas siete maravillas del mundo moderno. Paul Landowski renunció a los derechos de autor de su obra en 1931. (22°57′6″S 43°12′39″O / -22.95167, -43.21083)
- 1933: Busto del doctor Armaingaud , erigido en Arcachón, donde estaba su centro contra la tuberculosis.
- 1919-1935: Los Fantasmas (Les Fantômes)[10] Grupo de piedra constituido por siete  soldados, alturas de 8 metros, cada uno encarna un arma y está erigido sobre el cerrillo de Chalmont[11] en Oulchy-le-Château en Aisne, en el lugar preciso donde se decidió la suerte de la Segunda batalla del Marne. Este monumento, propiedad del estado está clasificado como monumento histórico por una orden del 31 de julio de 1934. (49°12′51″N 3°24′36″E / 49.21417, 3.41000)
- ?: Puertas de la Facultad de Medicina de París, en la rue des Saints-Pères Université Paris V (48°51′19″N 2°19′54″E / 48.85528, 2.33167)
- ?: Monumento a los caídos en Casablanca, Marruecos
- ?: Crematorio del cementerio del Père-Lachaise, con el Retorno a la Naturaleza, (Retour à la nature), un grupo en piedra situado en el costado y Los signos del Zodiaco (Les Signes du zodiaque), un alto relieve en piedra situado en el costado (48°51′44″N 2°23′45″E / 48.86222, 2.39583).
- ?: Efigie, La partida de los difuntos relieve sobre el sarcófago, La Forge relieve sobre el tímpano, Piedad, Bondad, Amor fraternal relieves decorando el nicho.
Esculturas visibles sobre la sepultura de la familia Darracq en el cementerio del Père-Lachaise.
- Monumento a los muertos de la escuela normal superior de la rue de Ulm en París, figura de un desnudo masculino herido blandiendo una antorcha (el brazo ha sido innumerables veces roto y sustituido)
- ?: Tumba de Ferdinand Foch en Los Inválidos de París, tumba monumental del mariscal de Campo francés, comandante en jefe de los ejércitos Aliados durante la Primera Guerra Mundial, Ferdinand Foch.  Se encuentra . (48°51′18″N 2°18′45″E / 48.85500, 2.31250)
- ?: Estatua de la Tumba de la familia Preis en el cementerio Nordfriedhof  en la ciudad de Düsseldorf, Alemania. Está realizada en metal y representa una figura masculina avanzando con una mano portando un báculo y la otra sobre la cabeza. (51°15′28″N 06°46′18″E / 51.25778, 6.77167)

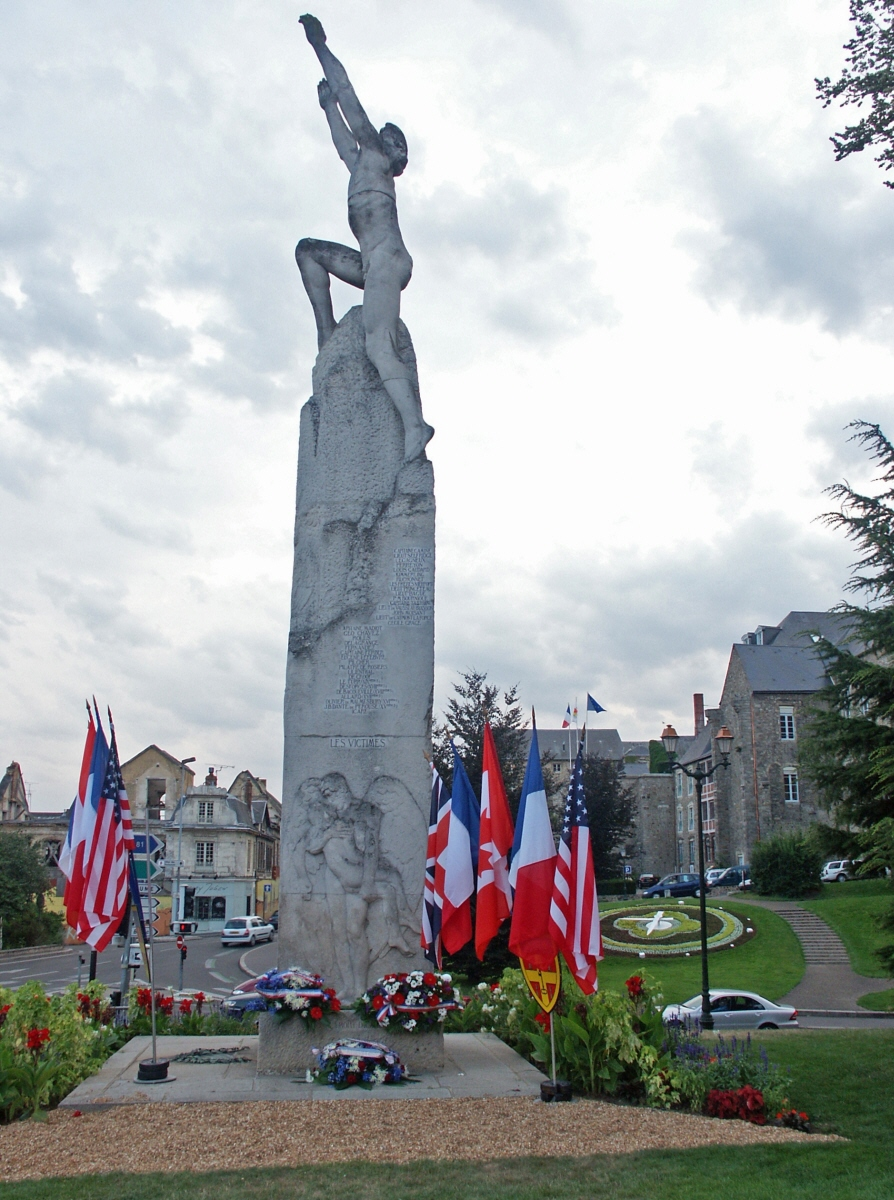
Monumento a Wilbur Wright (1920)
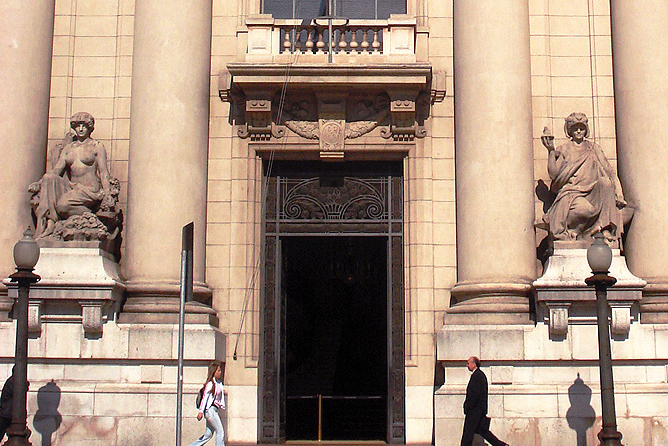
Estatuas de la puerta del Palacio Piratini
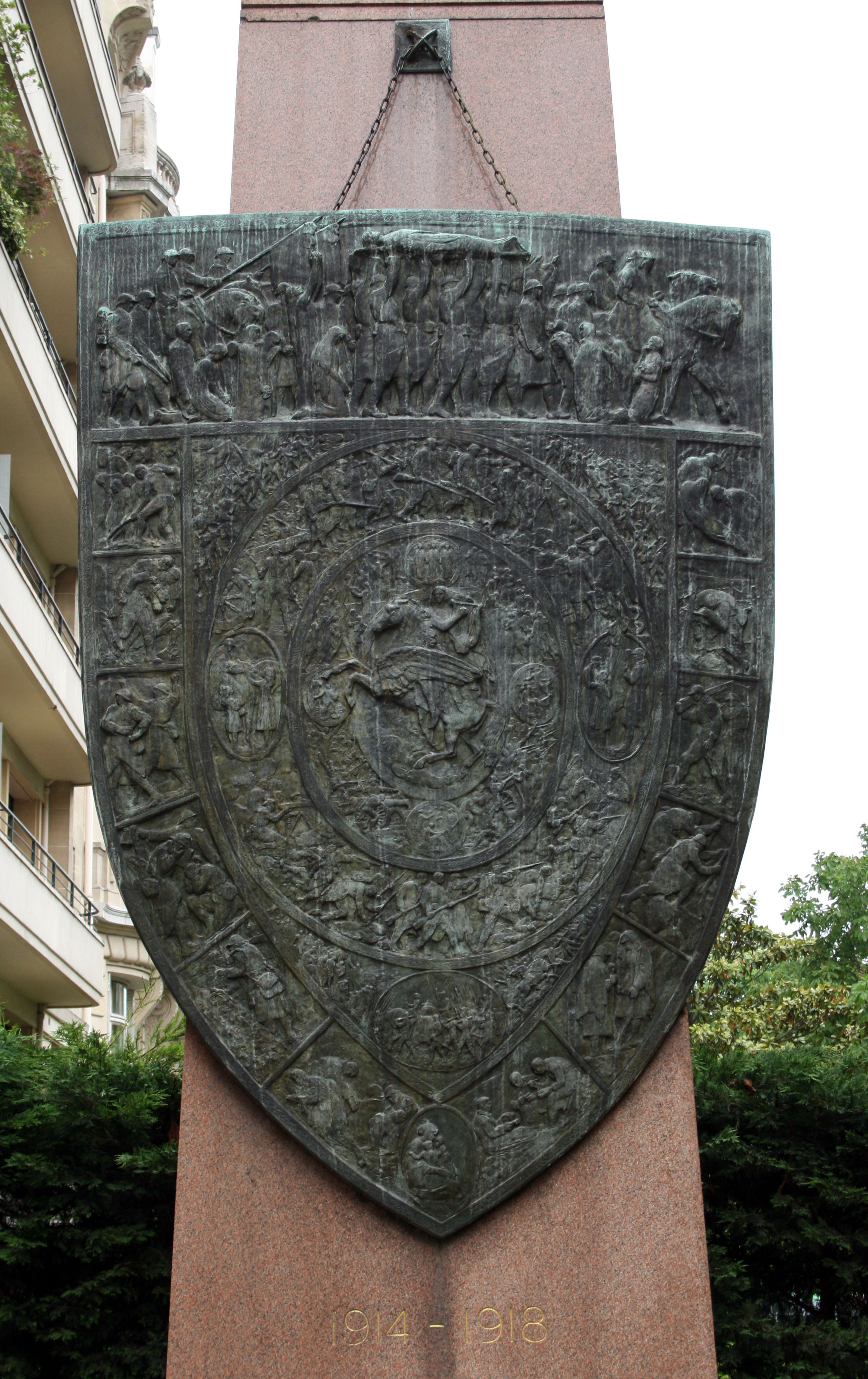
Monumento de los antiguos combatientes del ayuntamiento del XVI Distrito de París (1926)
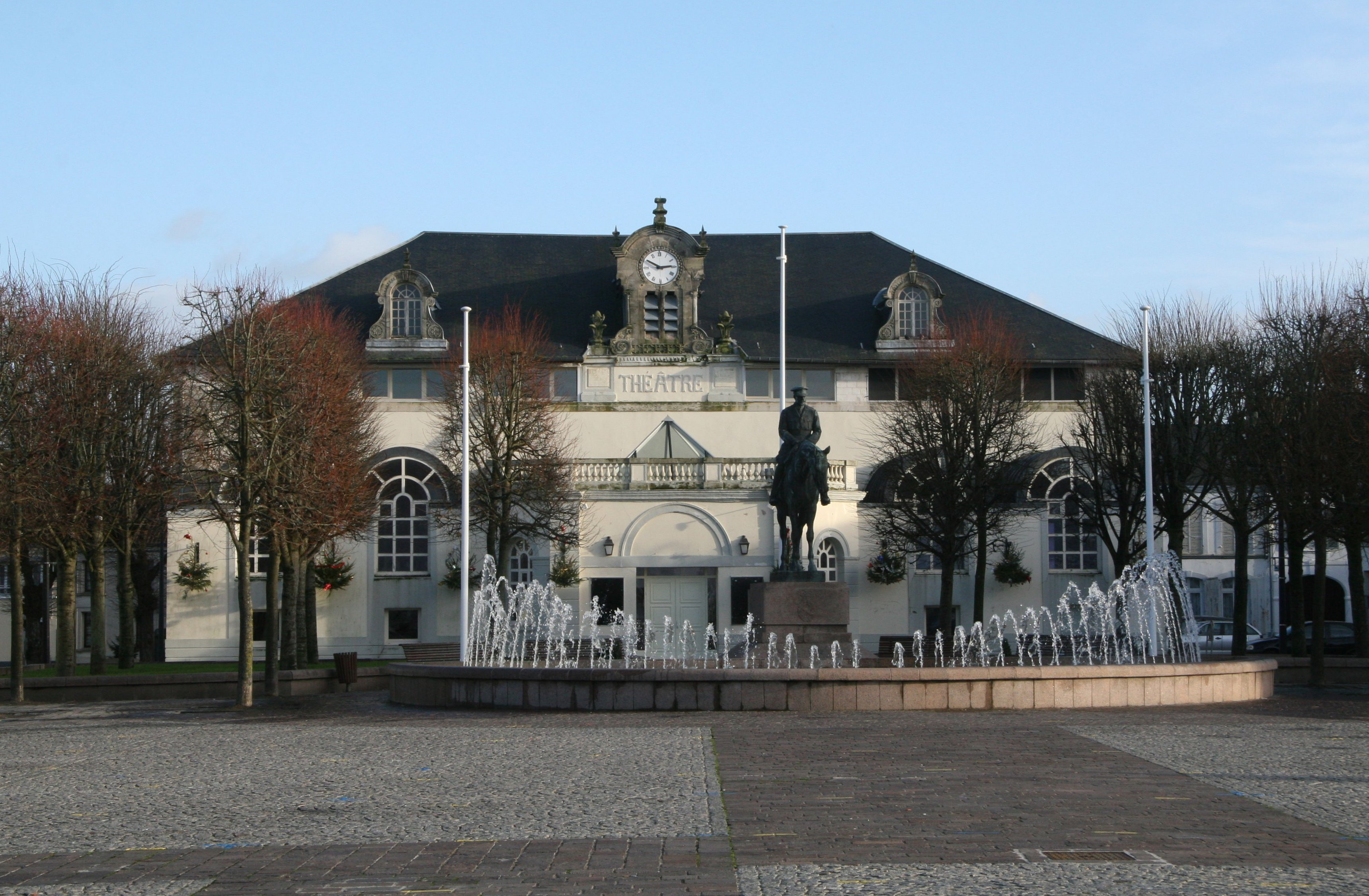
Estatua ecuestre del mariscal Douglas Haig (1931)
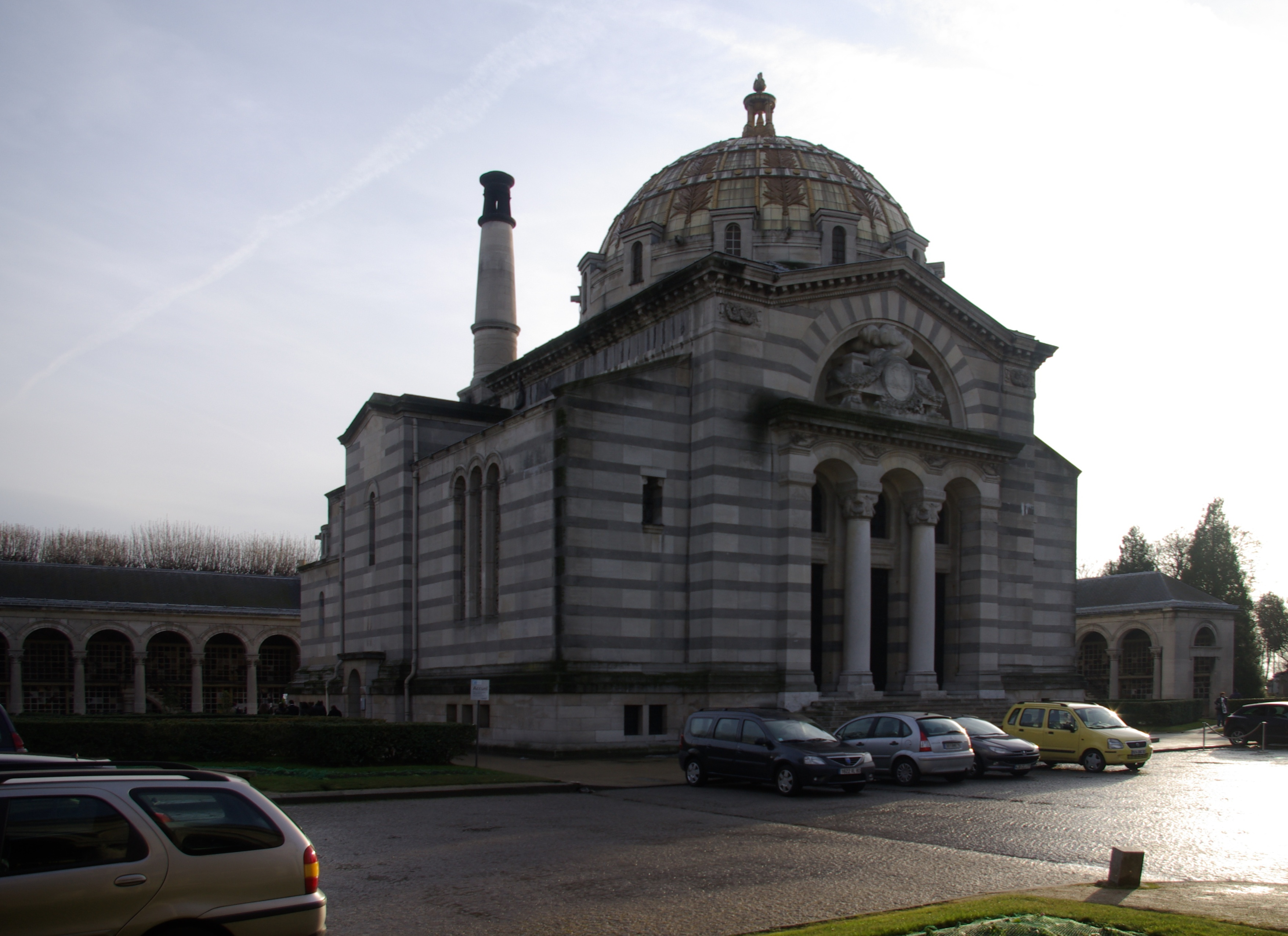
Crematorio del Cementerio del Père-Lachaise
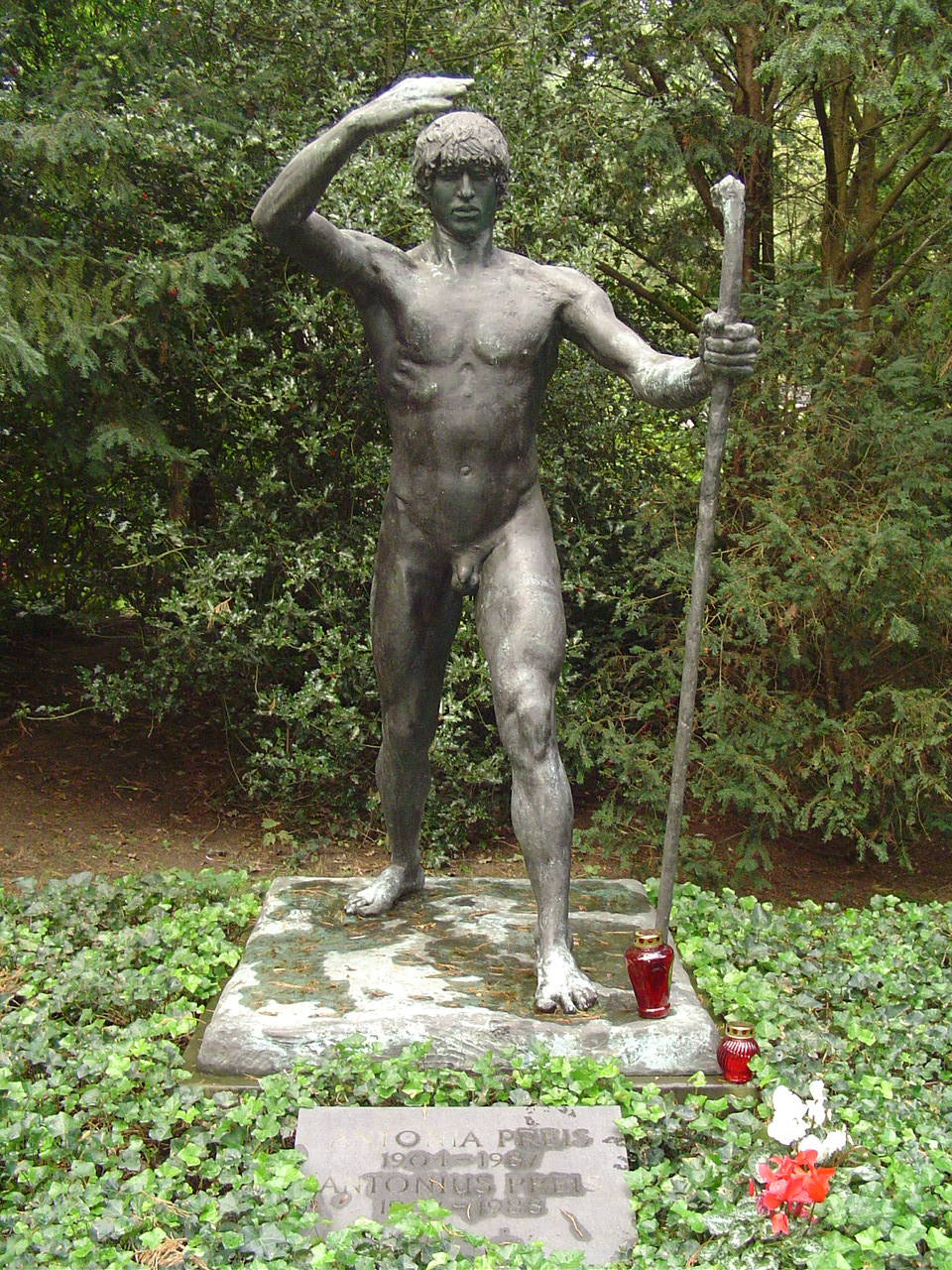
Estatua de la Tumba de la familia Preis

## Colegio
Collège Paul-Landowski, situado en el 94 de la rue Escudier en Boulogne-Billancourt. Arquitecto: G. Merlet, 1981.

## Museos
- Museo-jardín Paul-Landowski,[12] situado en el número 14, rue Max-Blondat de Boulogne-Billancourt, en el sitio que ocupó el taller del escultor, donde trabajó hasta su muerte en 1961.
- Le Centre Culturel Paul-Landowski, situado en la avenue Morizet de Boulogne-Billancourt, que incluye al Musée des Années Trente.